# Monasterio de Santo Toribio de Liébana

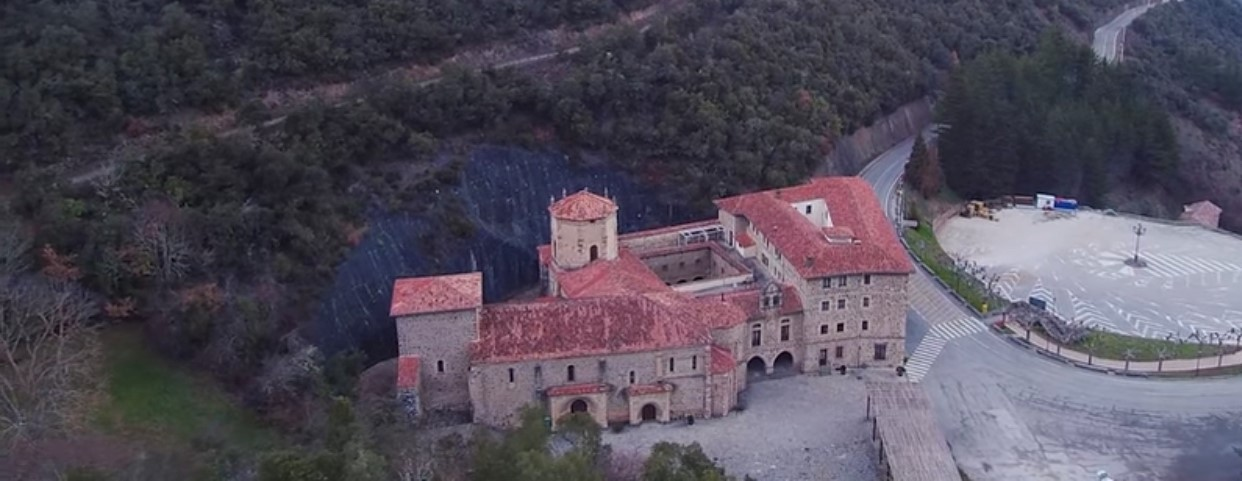
Vista aérea

El monasterio de Santo Toribio de Liébana o santuario del Lignum Crucis es un monasterio franciscano localizado en el municipio de Camaleño y próximo a Potes, en la comarca de Liébana (Cantabria, España). Albergó la creación de las obras de Beato de Liébana y conserva reliquia del lignum crucis, trozo más grande conocido de la cruz donde murió Jesucristo. Su Puerta del Perdón se abre al comienzo de cada año jubilar lebaniego para recibir a los peregrinos. Junto con Jerusalén, Roma, Santiago de Compostela o Caravaca de la Cruz, es uno de los lugares santos del cristianismo. Fue declarado monumento nacional el 11 de agosto de 1953.
Cerca del monasterio se encuentran la Cueva Santa (de estilo prerrománico), las ruinas del santuario de Santa Catalina, la ermita de San Juan de la Casería (siglo XVI) y la ermita de San Miguel (siglo XIII).
El monasterio se sitúa a 410 m s. n. m. en la ladera norte de la sierra de la Viorna y lo habitan cuatro personas, todas ellas frailes franciscanos.
El 2 de mayo celebra la fiesta de La Santuca, una celebración que ya existía en el siglo XV y en la cual una talla de la Virgen María es llevada en procesión desde Aniezo, a unos 15 kilómetros, hasta Santo Toribio, donde está durante unas horas y luego se lleva de vuelta.

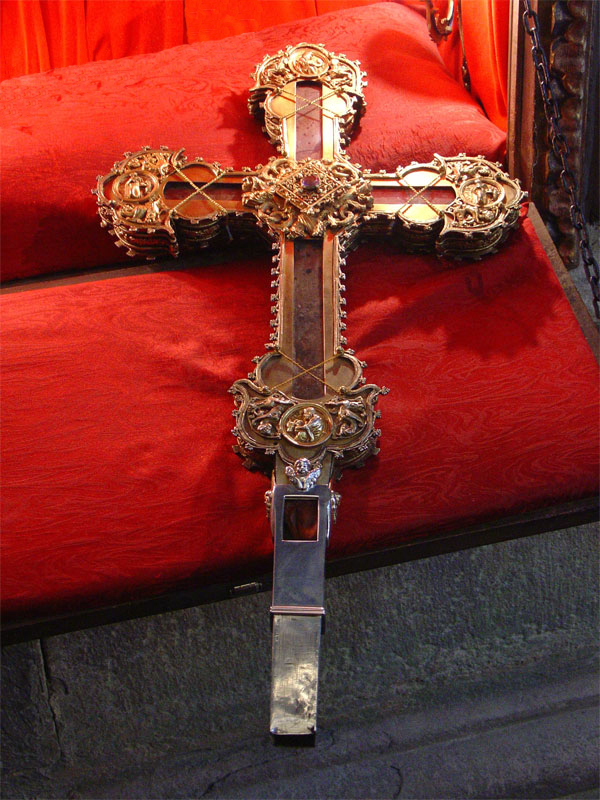
Lignum crucis

En 2015, en la aprobación por la Unesco de la ampliación del Camino de Santiago en España a «Caminos de Santiago de Compostela: Camino francés y Caminos del Norte de España», fue incluido como uno de los bienes individuales (n.º ref. 669bis-020) del Camino de Liébana.

## Historia

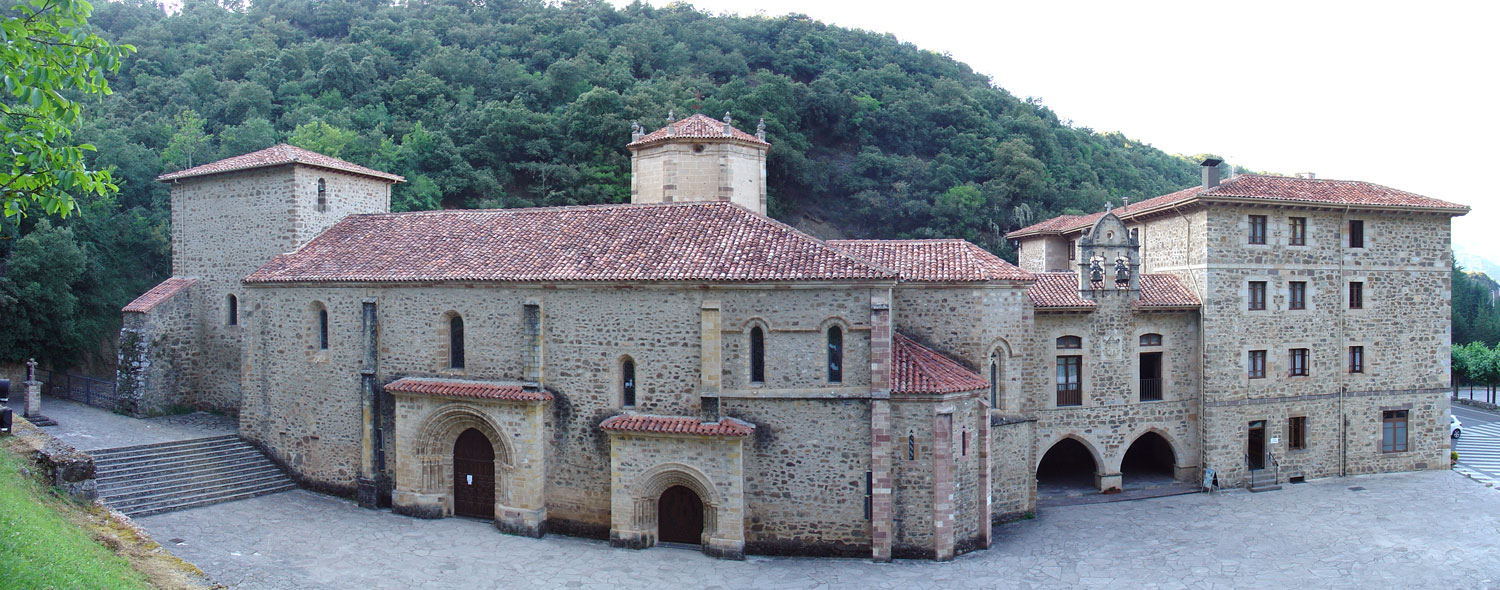
Vista panorámica

La tradición atribuye su fundación a Toribio, obispo de Astorga, quien trajo a España, a principios del siglo V, el lignum crucis, el trozo de la cruz de Cristo más grande que aún perdura según la Iglesia católica, pero el Monasterio ya estaba fundado por otro Toribio, obispo suplente de Palencia, lugar elegido para trasladar los restos de Santo Toribio de Astorga con las reliquias de Tierra Santa y dando desde entonces el nombre por el que se conoce actualmente de Monasterio de Santo Toribio. Por ello, el 23 de septiembre de 1512 el papa Julio II otorga, mediante bula, el privilegio de celebración del año jubilar lebaniego, lo que hace del monasterio un importante centro de peregrinación, siendo uno de los lugares santos más importantes del catolicismo en Europa, junto a otros como Roma, Santiago de Compostela, Caravaca de la Cruz y Asís. Otra version la atribuye a un presbítero palentino llamado Toribio, quien se retiró con cinco compañeros en Liébana en el siglo VI que se retiró junto con algunos de sus acólitos para seguir una vida de acuerdo con la regla benedictina.
El monasterio fue además el lugar donde en el siglo VIII el monje Beato de Liébana escribió e ilustró sus libros, entre los que destaca el Comentario al Apocalipsis. El monasterio fue originalmente una posesión real, pero fue donado por Alfonso VIII a los condes don Gómez y doña Emilia, los cuales lo entregaron al monasterio de San Salvador de Oña (Burgos), junto con otras propiedades en Liébana y en provincias vecinas.
En el inicio de la Reconquista (714), el condado de Liébana fue el bastión cristiano inexpugnable de los Duques de Cantabria (Favila Duque el padre de Don Pelayo y Pedro de Cantabria) de donde salieron los guerrilleros de Don Pelayo para la Reconquista de Asturias ocupada por los musulmanes. Cuando estos son vencidos, los condes de Liébana fundan las primeras iglesias en pueblos del entorno del monasterio, como se puede apreciar en el Cartulario del Monasterio en una carta del año 735.
En otra Carta del cartulario datada del año 828 titulada «Carta de la iglesia de San Pedro de Viñin con sus pertenencias que fue dada a la iglesia de San Martín y a los que hizo moriesen» se menciona por primera vez la iglesia de San Martín, nombre primitivo del monasterio. Esta iglesia fue creciendo en importancia a lo largo del siglo IX al beneficiarse de donaciones y heredades de iglesias o abades de aldeas vecinas. Poco a poco se van vaciando de sus frailes y concentrando en la iglesia San Martin. En el año 953 los frades de Espinama, de Toranzo, de Cahecho, de Mieses y de Llaves se mudan en San Martin. A finales del siglo X, la iglesia de San Martín se convierte en monasterio y es consagrado a San Martín de Turieno, pero cambia otra vez de nombre en el siglo XI.
En una carta de este mismo cartulario de Santo Toribio Carta del Solar de Villalumoroso de como fué dado a Santo Toribio del 31 de marzo del año 1090 se nombra por primera vez al monasterio de Santo Toribio en advocación del presbítero palentino llamado Toribio que vino a Liébana en el siglo VI.
En el año 1256, se construye la actual iglesia, con el apoyo económico de los fieles, por medio de indulgencias concedidas para tal fin por el obispo palentino Fernando, del cual dependía el monasterio, después compartido con los Obispados de Oviedo y Burgos hasta la creación del Obispado de Santander en el siglo XVIII, pasando a depender el monasterio de Santander.
La relación con el Obispado de Palencia desde su creación hace que el camino lebaniego castellano sea el primero del que se tiene constancia con la bula conservada de la catedral de Palencia del año 1455.
El monasterio de Santo Toribio de Liébana ha estado habitado por monjes benedictinos a lo largo de su historia. Sin embargo, y a causa de la ley de la desamortización de Mendizábal en el siglo XIX, en 1837 la comunidad monástica tuvo que abandonar forzosamente el monasterio tras la desamortización eclesiástica de sus bienes, pero fue refundado en 1961. Desde el año 1961 vive en él una pequeña fraternidad de hermanos franciscanos, que se sienten ligados al lugar donde San Francisco de Asís peregrinó de camino a Santiago.

## Caminos históricos

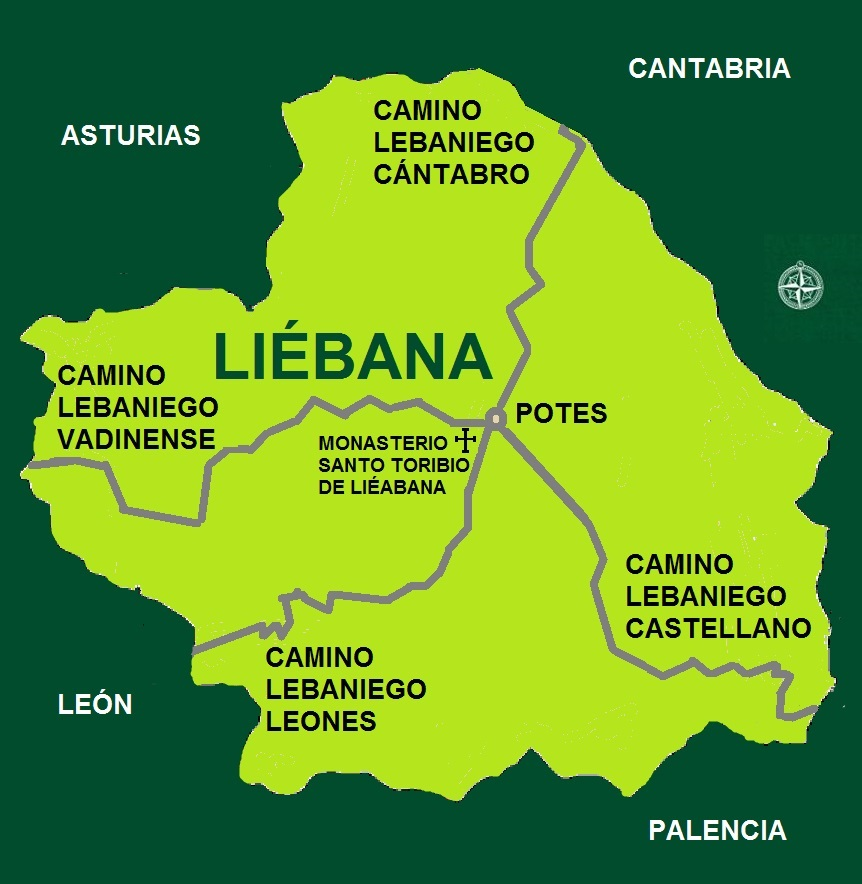
Caminos lebaniegos

- Camino Lebaniego Cántabro
- Camino Lebaniego Castellano
- Camino Lebaniego Madrileño
- Camino Lebaniego Leonés
- Camino Lebaniego Vadinense

## Arquitectura

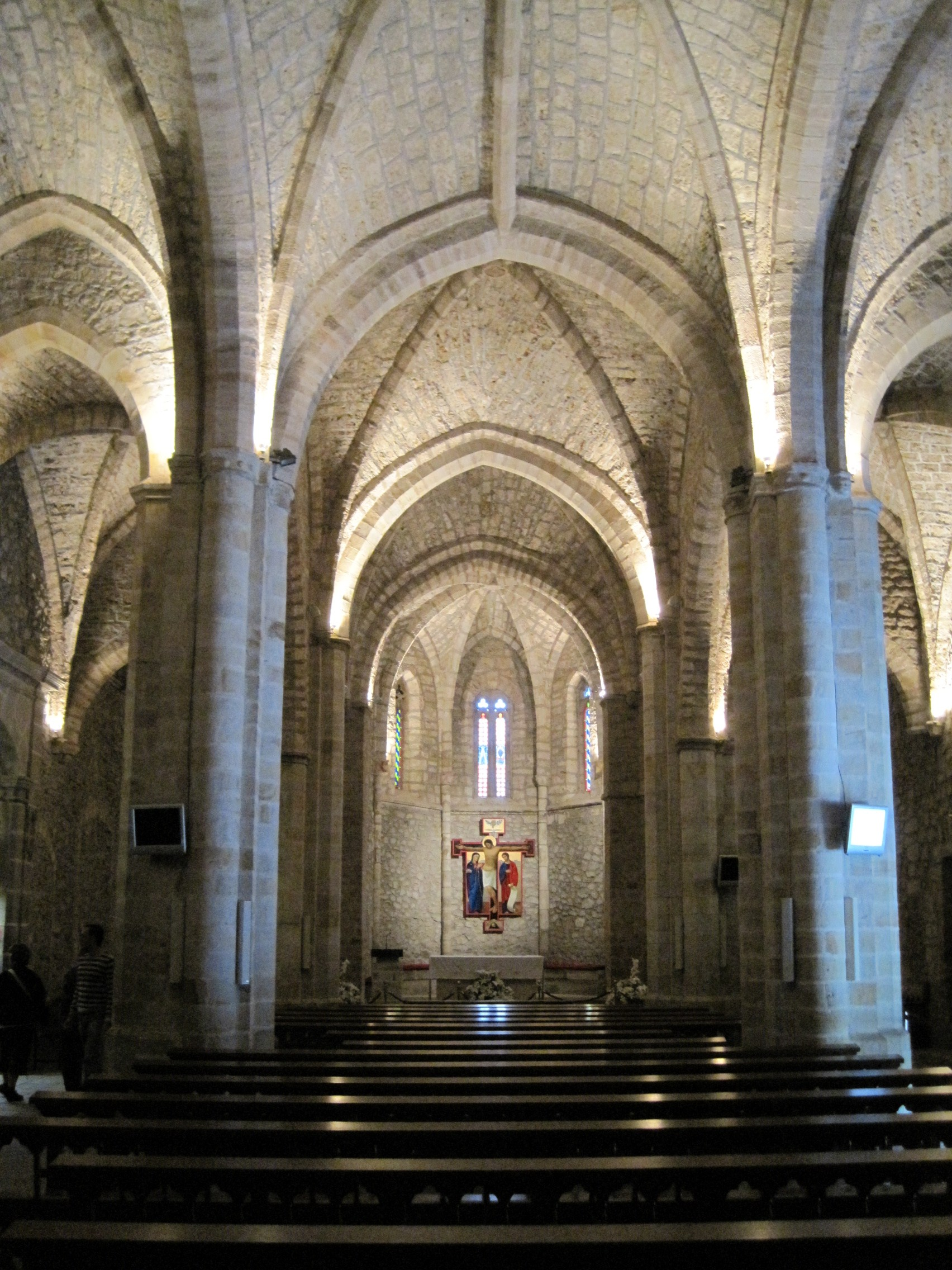
Nave central de la iglesia

El edificio más importante es la iglesia, de estilo gótico, cuya construcción empezó en el año 1256, con el apoyo económico de los fieles, por medio de indulgencias concedidas para tal fin por el obispo palentino Fernando aunque se ha remodelado varias veces desde entonces. Fue construida sobre un edificio prerrománico y románico (quizá de estilo asturiano o mozárabe). El templo sigue las directrices del gótico monástico de influencia cisterciense, con la claridad de líneas y de espacios y la sobriedad decorativa que caracteriza a la arquitectura de San Bernardo.

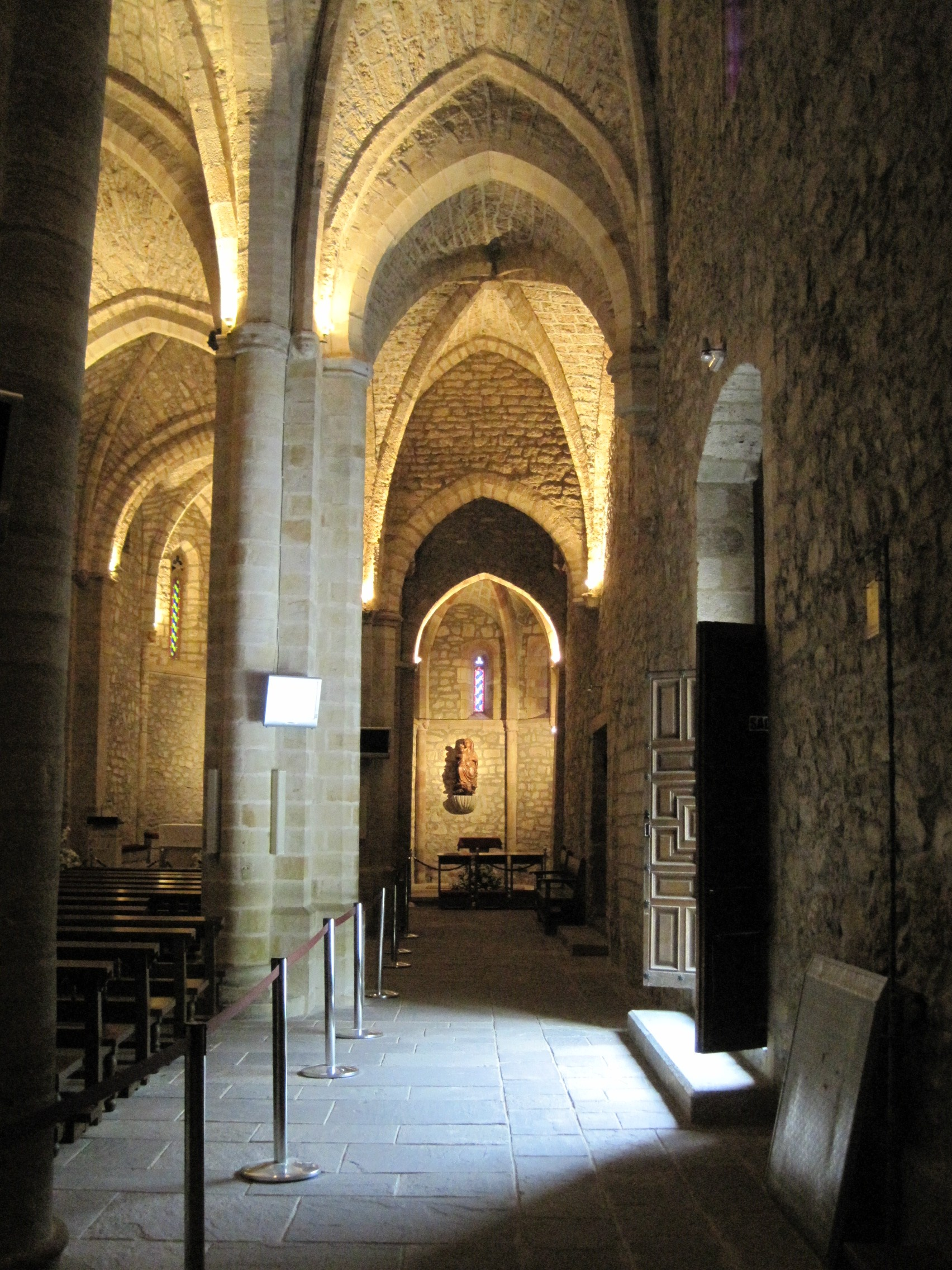
Nave lateral de la iglesia

La iglesia tiene planta rectangular, que proporciona un espacio diáfano, con tres naves y una torre prismática al pie de la central, más ancha, y tres ábsides poligonales. Su fachada es similar a la de la Abadía de los Cuerpos Santos, la actual Catedral de Santander. No obstante, han desaparecido construcciones que cerraban el atrio y proporcionaban un aspecto más recoleto al monasterio.

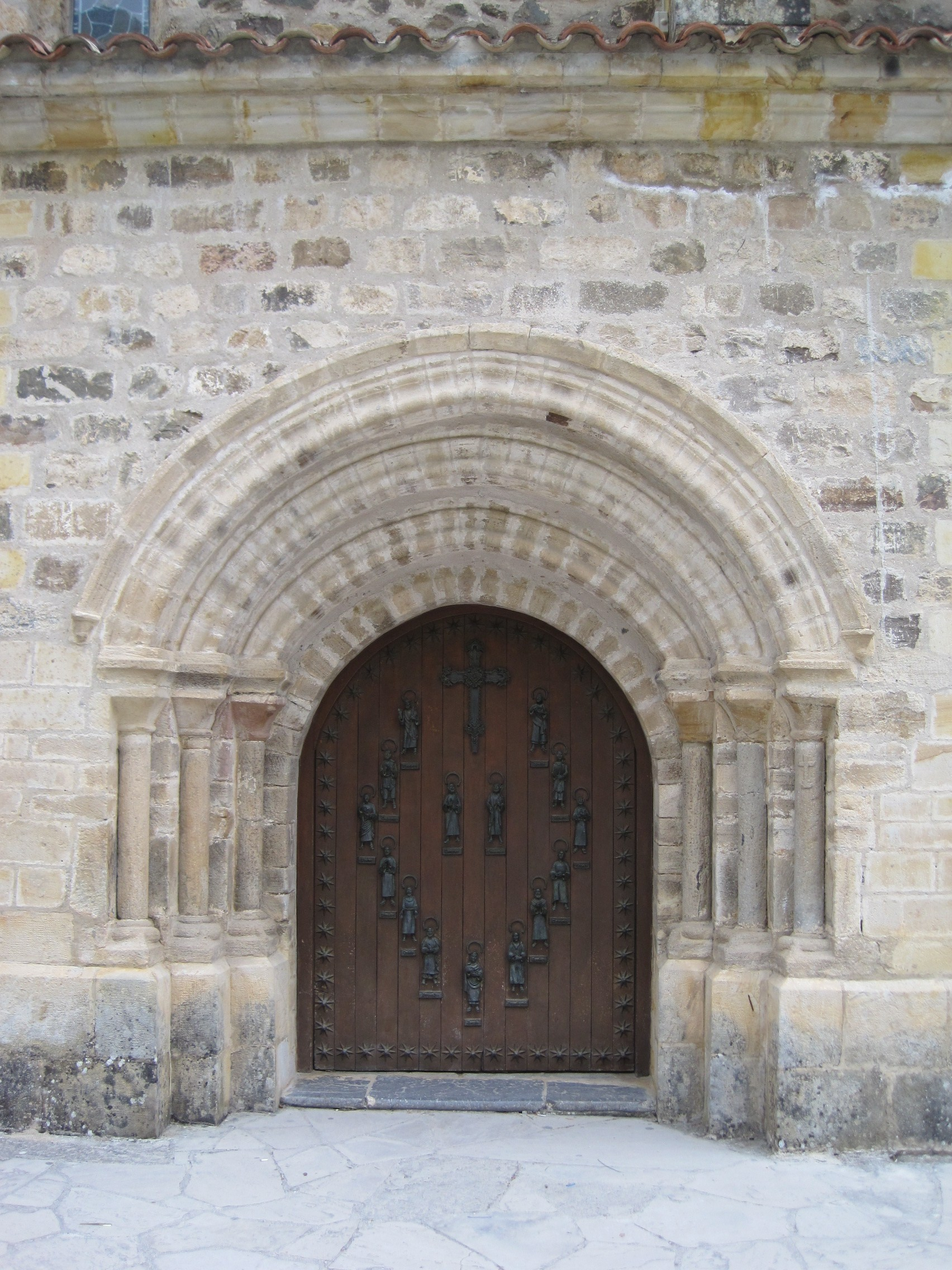
Puerta del Perdón

Sus puertas en el muro meridional son de estilo románico y posiblemente anterior al interior del edificio. La puerta principal, la Puerta del Perdón, solo se abre en cada Año Santo Jubilar, cuando el día de Santo Toribio coincide en domingo.
El lignum crucis está recogido en una capilla abovedada de estilo barroco diseñada en 1705 por Pedro Martínez de Cardeña, en el muro norte de la iglesia, vigilado por una efigie del fundador de la capilla, Francisco Gómez de Otero y Cossío (1640-1714), inquisidor de Madrid y arzobispo de Santa Fe de Bogotá, el cual nació en esta localidad. El claustro se terminó de completar en el siglo XVII; actualmente recoge una exposición en forma de miniaturas sobre los Comentarios del Apocalipsis. La cúpula presenta un gran trabajo de cantería con una decoración profusa de guirnaldas, amorcillos y una representación de los evangelistas. En las hornacinas de la iglesia se pueden ver diferentes esculturas de apóstoles y santos.

## El jubileo

Ilustración del lignum crucis de Santo Toribio de Liébana

El año jubilar comienza en el año en el que la festividad de Santo Toribio, el 16 de abril, cae en domingo. La reliquia se cree que llega a Liébana probablemente en el siglo VIII. Desde ese momento la reliquia empieza a ser conocida y venerada. Es en el siglo XVI cuando los papas Julio II y León X instauran el jubileo con una indulgencia plenaria. La Puerta del perdón fue construida cuando se instaura el jubileo por los papas. En 1967 el papa Pablo VI amplía el plazo para ganar el jubileo durante un año.
Las próximas celebraciones del año jubilar lebaniego tendrán lugar en 2028 y 2034. 

## Cofradía de la Santa Cruz
Creada en 1181 por los obispos de León, Palencia, Burgos y Oviedo para hacer resurgir el monasterio que se encontraba en un período de crisis. Se denominó en un primer momento Cofradía de Santo Toribio, pero cuando se instaura el jubileo pasa a denominarse Cofradía de la Santa Cruz. El 3 de mayo se celebra su fiesta.

## La vez
Esta costumbre antiquísima se pierde en la tradición popular y su origen es incierto. Dos hombres de cada pueblo van a venerar la cruz un día de la semana según la vez. Antiguamente la gente salía de casa de madrugada en ayunas e iba en peregrinación hasta el monasterio durante toda la noche.

## Senderos

Versión estilizada del lignum crucis, empleada como indicador del Camino Lebaniego

Al ser un lugar de peregrinación, el monasterio de Santo Toribio es el punto final de varios senderos de Pequeño Recorrido que llegan al mismo desde los distintos puntos cardinales:
- Desde el Nor-Este: PR-S.3, llamado «Camino de Arceón», que parte del Colláu Joz, entre Lamasón y Peñarrubia, pasa por Cicera, sube al collado de Arceón y baja a Lebeña, para seguir después por Castro-Cillorigo, Potes y llega al monasterio de Santo Toribio de Liébana. En total, son 24 kilómetros.
- Desde el este: PR-S.4, «Camino de Pasanéu», que parte de Lafuente (Lamasón) y llega a Santo Toribio después de recorrer 33,5 km.
- Desde el Sur-este: PR-S.5, «Camino de Piasca», que parte de Pesaguero y recorre 23,5 km.
- Desde el Sur-oeste: PR-S.6, «Camino del Valle de Cereceda», desde Bores en Vega de Liébana hasta Santo Toribio, recorriendo 17 km.
- Desde el Oeste: PR-S.7, «Camino de Valdebaró», que parte de Fuente Dé (Camaleño) y llega a Santo Toribio después de recorrer 22 km.
- Desde el Nor-Oeste: PR-S.8, «Camino del Duje», que parte de Sotres (Asturias) y recorre 25 km.